# Wilhelm-Gymnasium (Braunschweig)
Das Wilhelm-Gymnasium (WG) in Braunschweig ist ein Gymnasium mit sprachlichem und mathematisch-naturwissenschaftlichem Schwerpunkt. Es wurde am 26. Oktober 1885 als Herzogliches Neues Gymnasium gegründet und am 25. April 1906 zu Ehren Herzog Wilhelms zu Braunschweig und Lüneburg in Herzogliches Wilhelm-Gymnasium umbenannt. Etwa 1000 Schüler besuchen heute das WG.

## Das Wilhelm-Gymnasium heute

### Unterrichtsangebot
Am Wilhelm-Gymnasium werden die Fremdsprachen Altgriechisch, Latein, Englisch, Französisch und Spanisch unterrichtet. Als Besonderheit kann Latein zusätzlich zu Englisch bereits im fünften Jahrgang belegt werden. In der Mittelstufe steht neben dem sprachlichen Profil (mit drei Fremdsprachen) ein mathematisch-naturwissenschaftliches Profil zur Wahl, in dem vertiefte Fähigkeiten und Kenntnisse im Bereich von Mathematik, Naturwissenschaften (u. a. Astronomie, fachübergreifende naturwissenschaftliche Praktika) und Technik vermittelt werden.
Das Fach Philosophie kann ab dem 10. Jahrgang belegt und in der Oberstufe weitergeführt werden. In der Oberstufe stehen vier verschiedene Profile zur Wahl. Dabei sind zahlreiche externe Bildungsträger aktiv eingebunden. Kooperationen bestehen z. B. mit der Technischen Universität Braunschweig, dem Deutschen Zentrum für Luft- und Raumfahrt am Forschungsflughafen Braunschweig, der Ostfalia Hochschule für Angewandte Wissenschaften, dem Staatstheater Braunschweig, dem Institut der Deutschen Wirtschaft Köln und im Bereich Wintersport mit Eintracht Braunschweig.
Seit 2015 ist das WG zertifizierte MINT-Excellence-Schule im Nationalen Excellence-Netzwerk MINT-EC.

### Sport
Seit vielen Jahren vertreten Schüler des Wilhelm-Gymnasiums regelmäßig das Land Niedersachsen bei den Bundeswettbewerben von Jugend trainiert für Olympia in der Sportart Skilanglauf.
Weitere Schwerpunkte sind Hallenhockey und Kanu, es existiert eine eigene Bootsanlage mit Kanu-Magazin an der Oker.

### Partnerschulen
Das Wilhelm-Gymnasium unterhält Partnerschaften mit Gymnasien bzw. High Schools in Megara (Attika/Griechenland), in Williamston (Williamston High School, Michigan, USA), in Lussac-Les-Châteaux, L’Isle-Jourdain und Charroux im Département Vienne (Frankreich), in Nidzica (Ermland-Masuren/Polen), in Kiryat Tivon (Israel) sowie in Shanghai (Shanghai Wuai Senior High School). Schüleraustausch-Programme mit diesen Schulen werden jährlich durchgeführt. Die Schule kooperiert darüber hinaus mit dem John-Abbott-College in Montreal (Kanada).

### Öffentlichkeitsarbeit
Die schuleigene Homepage umfasst aktuelle und grundsätzliche Informationen. Seit August 2008 wird außerdem im Rahmen des Angebots einer Arbeitsgemeinschaft Schülerzeitung für die Klassen 5 bis 12 die Schülerzeitung WGtarier herausgegeben, die bis zum Sommer 2011 als Printmedium, seither online in Form eines Blogs erscheint. Auch der WG-Ehemaligenverein betreibt eine Homepage.

## Bekannte Personen

5 Stolpersteine für ehemalige Schüler des Gymnasiums vor dessen Eingang. V. l. n. r.: Heinrich Jasper, Otto Lipmann (oben), Julius Bockemüller (unten), Bruno Milziner, Norbert Regensburger.

### Schulleiter
Die Liste der Schulleiter seit 1885:
- 1885–1893: Schulrat Alfred Eberhard
- 1893–1916: Oberschulrat Karl Dauber
- 1916–1923: Oberschulrat Ferdinand Beckurts
- 1924–1950: Oberstudiendirektor Karl Gronau
- 1950–1958: Oberstudiendirektor Karl Lange
- 1959–1978: Oberstudiendirektor Dietrich Mack
- 1978–2000: Oberstudiendirektor Bodo Gatz
- 2000–2017: Oberstudiendirektor Gerhard Thamm van Balen
- 2017–2024: Oberstudiendirektor Volker Ovelgönne
- 2024–: Oberstudiendirektor Wolfram Bartsch

### Lehrer (ohne Schulleiter)
- Henning Freiberg
- Werner Gerdes
- Oskar Hentschel
- Wolfram Keller, später Leiter der Gaußschule (Braunschweig)
- Martin Kronenberg
- Wolfgang Kruse, später Leiter der Raabeschule
- Wilhelm Lehne, leitete in den 1920er und 1930er Jahren das Schulorchester, gab die Zeitung Blätter des Wilhelm Gymnasiums heraus und setzte sich als Oberstudienrat für jugendgemäßes Theater ein[3]
- Heinrich Mack
- Paul Jonas Meier
- Jost Miltkau
- Kurt Selle, später Leiter der Großen Schule (Wolfenbüttel)
- Dieter Steindorf, später Leiter des Studienseminars Braunschweig I für das Lehramt an Gymnasien
- Hans-Georg Vogel

### Ehemalige Schüler

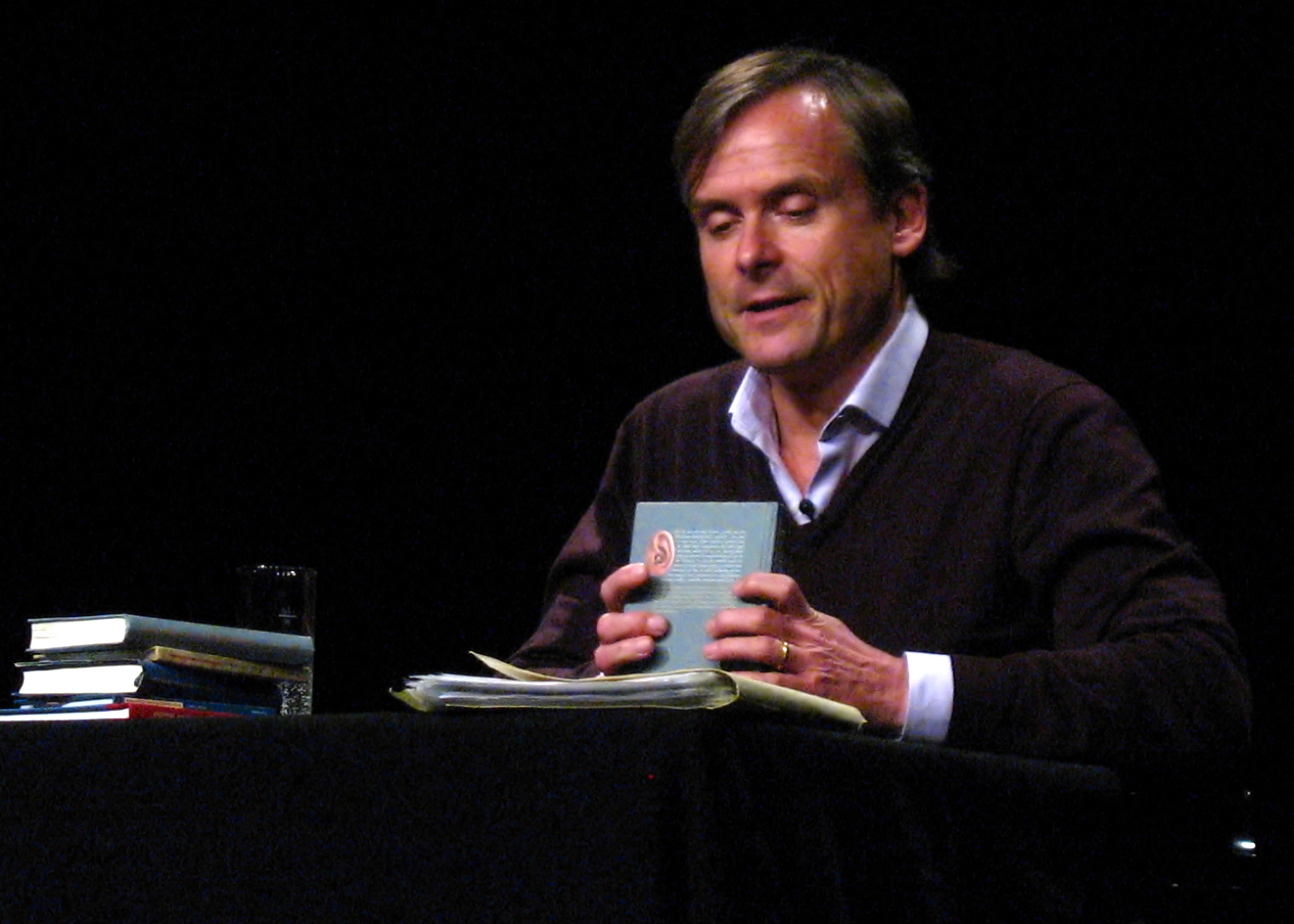
Axel Hacke, Lesung 2009

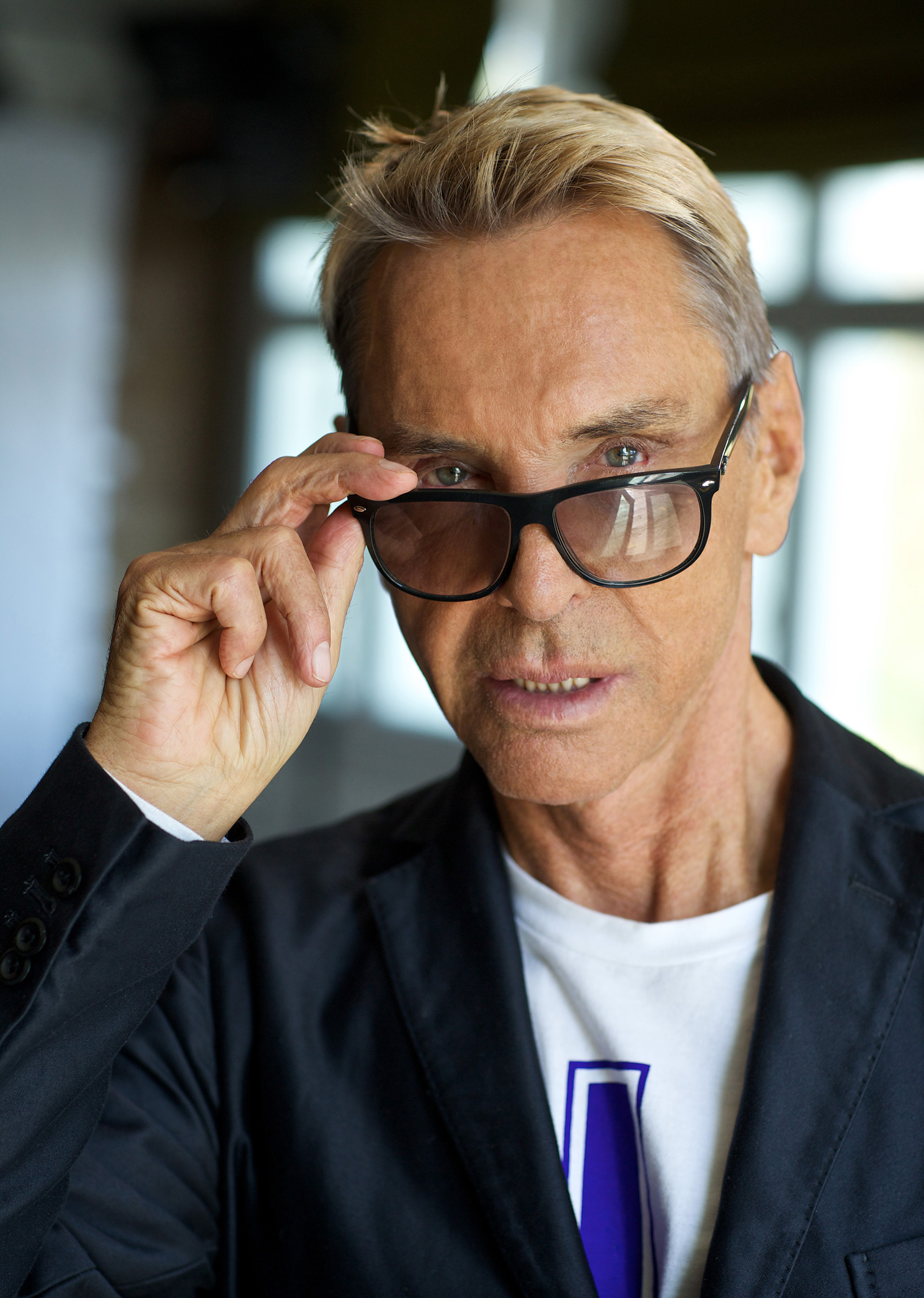
Wolfgang Joop

- Karl Steinacker (1872–1944), ehemaliger Leiter des Braunschweigischen Landesmuseums
- Heinrich Jasper (1875–1945), ehemaliger Ministerpräsident des Freistaates Braunschweig
- Friedrich-Werner Graf von der Schulenburg (1875–1944), Diplomat und Widerstandskämpfer des 20. Juli
- Alfred Dedekind (1875–1947), Jurist, Ministerialbeamter und Politiker
- Johannes Daubert (1877–1947), Philosoph
- Kurt Stavenhagen (1884–1951), Philosoph
- Johannes Heepe (1885–1956), Geistlicher
- Burkhard Meier (1885–1946), Kunsthistoriker und Verleger
- Norbert Regensburger (1886–1933), Rechtsanwalt und Politiker
- Hans Weinert (1887–1967), Anthropologe
- Karl Gronau (1889–1950), Hochschullehrer für Philosophie
- Götz von Seckendorff (1889–1914), Maler
- Clemens Brancaglio (1891–1975), Jurist
- Gerhard von Frankenberg (1892–1969), Zoologe, ehemaliger Direktor des Naturhistorischen Museums und sozialdemokratischer Landtagsabgeordneter des Freistaates Braunschweig
- Friedrich Opitz (1894–1937), deutscher Schwerverbrecher
- Otto Jürgens (1895–1979), lutherischer Geistlicher
- Julius Bockemüller (1895–1943), Arzt[4][5]
- Hermann Mitgau (1895–1980), Soziologe und Genealoge
- Otto Benecke (1896–1964), Ministerialbeamter
- Herbert Munte (1899–1961), Unternehmer
- Leopold Reidemeister (1900–1987), Kunsthistoriker und Generaldirektor der Staatlichen Museen in West-Berlin
- Curt Staff (1901–1976), Jurist, Präsident des Oberlandesgerichts Frankfurt am Main 1951–1970
- Hermann Lagershausen (1901–1977), Rektor der TH Braunschweig
- Wolfgang Scheffler (1902–1992), Kunsthistoriker
- Friedrich-Wilhelm Holland (1903–1979), Jurist
- Johannes Dürkop (1905–1945), Kunsthistoriker
- Wilhelm Hirte (1905–1986), Jurist am NS-Sondergericht Braunschweig
- Werner Flechsig (1908–1988), Sprachforscher und Volkskundler
- Rudolf Berndt (1910–1987), Ornithologe
- Dietrich Mack (1913–2001), Oberstudiendirektor und Schulleiter des WG
- Hans Meyerhoff (1914–1965), US-amerikanischer Philosoph deutscher Herkunft
- Horst Geffers (1925–2015), Marineoffizier
- Jürgen Schreiber (* 1926), Offizier
- Ernst-August Roloff (1926–2017), Historiker
- Jürgen Diestelmann (1928–2014), evangelisch-lutherischer Theologe
- Jürgen Meyer (* 1933), Experte für Akustik, Hochschullehrer
- Walter Vitt (1936–2021), Kunstkritiker und Kunstschriftsteller, 1989–2008 Präsident der deutschen Sektion des Intern. Kunstkritikerverbandes (AICA)
- Hans Poser (1937–2022), Philosoph, Leibniz-Experte
- Georg Kleinschmidt (* 1938), Geologe und Polarforscher
- Johann-Karl Schmidt (* 1942), Kunsthistoriker und Museumsdirektor
- Dieter Mützelburg (* 1943), Politiker
- Jürgen Krieghoff (1943–2019), Sommer 2006 bis August 2008 deutscher Botschafter in Saudi-Arabien.[6]
- Wolfgang Joop (* 1944), Modedesigner
- Dirk Brouër (1945–2016), Direktor des Bundesrates
- Henning Esser (* 1945), Mathematikprofessor RWTH Aachen
- Friedrich Hofmann (1949–2018), Arzt und Professor an der Bergischen Universität Wuppertal
- Kaspar Kraemer (* 1949), Architekt
- Reinhard Kammerer (* 1951), Generalleutnant a. D.
- Lothar Hagebölling (* 1952), ehemaliger Chef des Bundespräsidialamts
- Hans-Lothar Domröse (* 1952), General
- Axel Hacke (* 1956), Schriftsteller
- Nikolaus Berger (* 1956), Richter am Bundesgerichtshof
- Steffen Patzold (* 1972), Geschichtsprofessor
- Clemens Trautmann (* 1977), Präsident der Deutschen Grammophon
- Charlotte Hopf (* 1978), leitende Dombaumeisterin des Berliner Doms
- Ninia Binias (* 1983), Schriftstellerin und Moderatorin